# Saint-Lyé

Saint-Lyé este o comună în departamentul Aube din nord-estul Franței. În 1 ianuarie 2022 avea o populație de 2.867 de locuitori.